# Aphananthe
Aphananthe nom. cons., biljni rod u porodici konopljovki rasprostranjen po tropskim predjelima Srednje Amerike, Azije, na Madagaskaru i u Australiji. Postoji svega pet priznatih vrsta.

## Vrste
1. Aphananthe aspera (Thunb.) Planch.
2. Aphananthe cuspidata (Bl.) Planch.
3. Aphananthe monoica (Hemsl.) Leroy
4. Aphananthe philippinensis Planch.
5. Aphananthe sakalava Leroy